# Delage Type BK
Der Delage Type BK war ein frühes Personenkraftwagenmodell der französischen Marke Delage.

## Beschreibung
Die nationale Zulassungsbehörde prüfte das Fahrzeug mit der Nummer 5690 und der Motorennummer 623 und erteilte am 23. Dezember 1915 die Genehmigung. Delage bot das Modell von 1915 bis 1918 an. Vorgänger war der Delage Type AK. 
Ein selbst hergestellter Sechszylindermotor vom Typ 6 K trieb die Fahrzeuge an. Er hatte 66 mm Bohrung und 130 mm Hub. Das ergab 2669 cm³ Hubraum. Der Motor war mit 13 Cheval fiscal eingestuft, leistete tatsächlich aber 27 PS.
Das Fahrgestell hatte 1400 mm Spurweite und 3360 mm Radstand. Die offene Karosserie war ein Torpedo mit vier Sitzen.

## Stückzahlen und überlebende Fahrzeuge
Peter Jacobs vom Delage Register of Great Britain erstellte im Oktober 2006 eine Übersicht über Produktionszahlen und die Anzahl von Fahrzeugen, die noch existieren. Seine Angaben zu den Bauzeiten weichen in einigen Fällen von den Angaben der Buchautoren ab. Stückzahlen zu den Modellen vor dem Ersten Weltkrieg sind unbekannt. Für dieses Modell bestätigt er die Bauzeit von 1915 bis 1918. Ein Fahrzeug existiert noch.

## Auktion
Das Auktionshaus Bonhams bot am 4. Februar 2016 einen offenen Tourenwagen des Sammlers Jean-Marie Prince an und erwartete etwa 150.000 Euro, verkaufte das Fahrzeug allerdings nicht.